# Sergiusz Gajek
Sergiusz Gajek (in bielorusso Сяргей Гаек?; Łyszkowice, 8 febbraio 1949) è un presbitero polacco naturalizzato bielorusso, dal 30 marzo 2023 amministratore apostolico della Bielorussia.

## Biografia
Sergiusz (al secolo Jan) Gajek è nato nel villaggio di Łyszkowice, vicino a Łowicz, l'8 febbraio 1949, in una famiglia cattolica polacca. Nel 1963 si è diplomato alla scuola media di Łyszkowice e quattro anni più tardi al liceo di Łowicz.
Dopo la scuola è entrato nella Congregazione dei chierici mariani e ha assunto il nome monastico di Sergiusz. Ha poi adottato il rito bizantino. Dal 1967 al 1974 ha studiato presso la Facoltà di teologia dell'Università Cattolica di Lublino. Durante questo periodo ha cominciato a interessarsi della cultura e della religiosità bielorussa. Alla fine degli anni '60 si è impegnato nelle attività del clero bielorusso esiliato. Ha avuto contatti con il centro culturale e religioso bielorusso a Londra e con il vescovo Čėslaŭ Sipovič e padre Robert Tamušanski. A causa di ciò che ha avuto problemi con le autorità di sicurezza della Repubblica Popolare di Polonia.

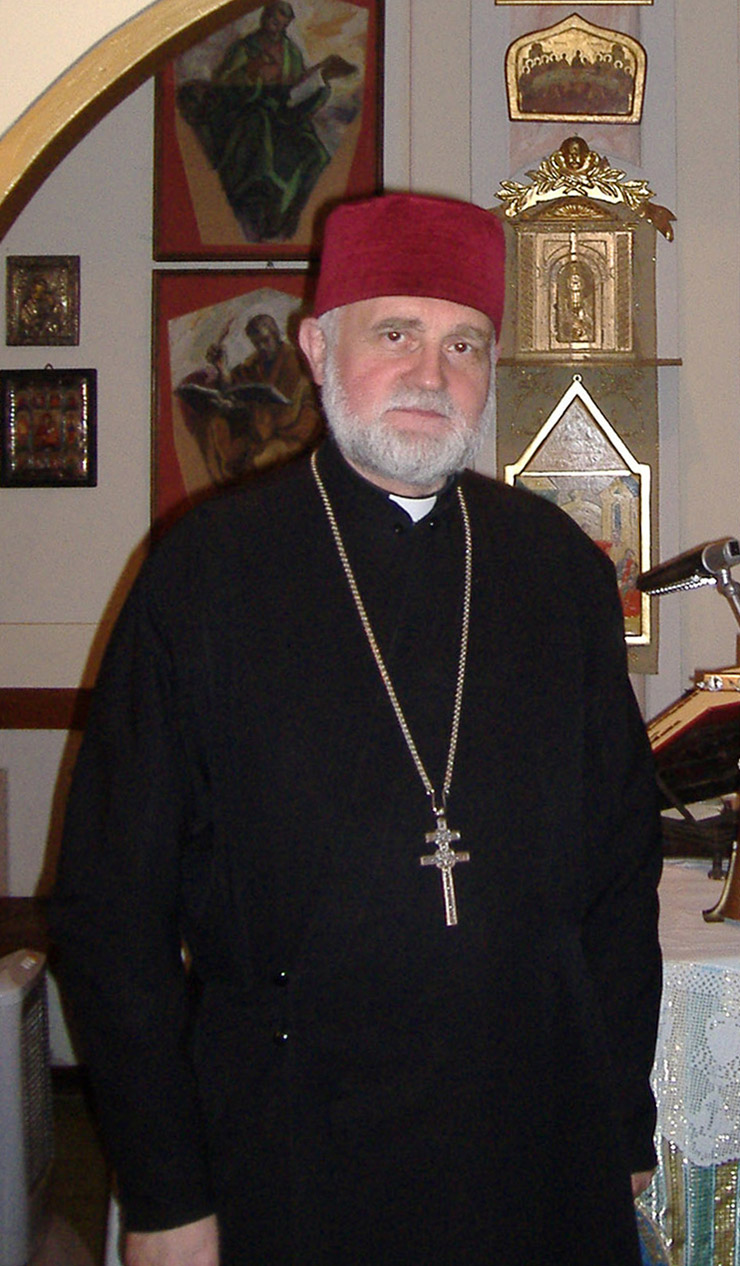
Padre Gajek il 29 gennaio 2008.

Il 15 agosto 1973 ha professato i voti perpetui nella Congregazione dei chierici mariani e il 23 giugno dell'anno successivo è stato ordinato presbitero. Dopo l'ordinazione ha svolto il servizio pastorale nella parrocchia greco-cattolica di Głuchołazy e poi ha continuato la sua formazione teologica, prima presso l'Università Cattolica di Lublino, nel dipartimento di teologia comparata ed ecumenismo, e poi a Roma presso il Pontificio istituto orientale. Nel novembre del 1983 ha difeso la sua tesi di dottorato ed è poi tornato in Polonia. Dal 1983 al 1999 ha insegnato al Dipartimento di teologia ortodossa dell'Istituto ecumenico dell'Università Cattolica di Lublino.

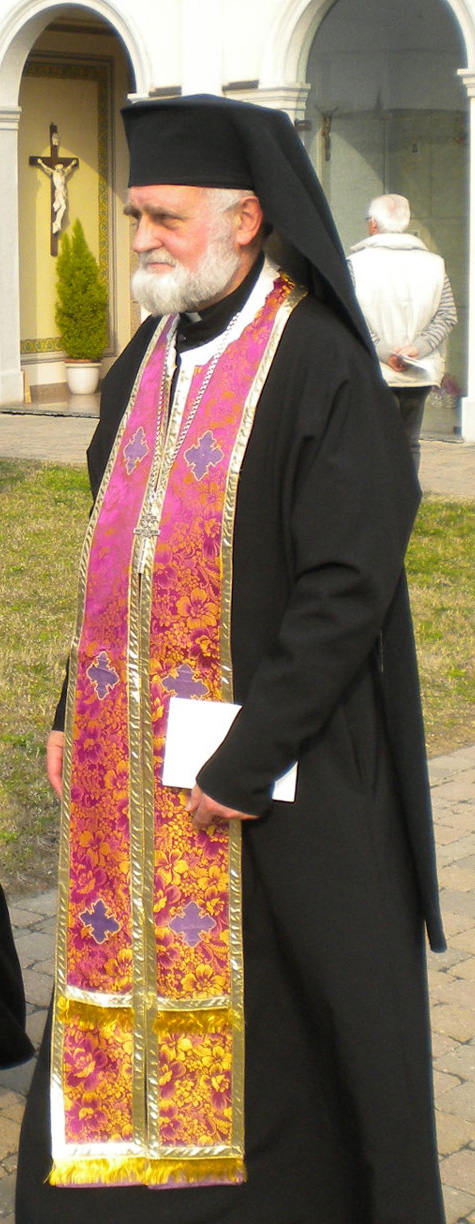
Padre Gajek il 18 marzo 2012.

Nei primi anni '90 la Chiesa greco-cattolica bielorussa è potuta tornare a operare apertamente. Nel 1994 papa Giovanni Paolo II lo ha nominato visitatore apostolico della Chiesa greco-cattolica bielorussa. Lo stesso pontefice ha nominato padre Alexander Nadson visitatore apostolico per i greco-cattolici bielorussi della diaspora. Nel 1996 padre Sergiusz Gajek ha ricevuto il titolo di archimandrita e nel 1997 è stato nominato consultore della Congregazione per le Chiese orientali.
Il 30 marzo 2023 papa Francesco ha eretto l'amministrazione apostolica della Bielorussia per i fedeli di rito bizantino e lo ha nominato primo amministratore apostolico.
È autore di numerose pubblicazioni scientifiche sul cristianesimo orientale.

## Opere
- Il mistero della chiesa nel pensiero di Pavel N. Evdokimov, Pontificio istituto orientale, 1983, 493921469
- Chrześcijańska wiara w Jedynego Boga w postawie ludzkiej, TN KUL, 1991, 749541345
- Unia Brzeska z perspektywy czterech stuleci, vol. 8, con Stanisław Nabywaniec, Red. Wydawnictw KUL, 1998, ISBN 9788322806005